# Senoge
La Senoge est une rivière du canton de Vaud, en Suisse.

## Hydronymie
La Senoge tire son nom d'origines celtique et latine. Il est formé de deux radicaux : sen- et -oge. Le premier aurait la même origine que celle qu'on trouve dans les noms allemand et arpitan de la Sarine : Saane, respectivement senona. Ce sen, parfois orthographié san aurait une origine celtique et ferait allusion aux pâturages. Le second radical : oge, aurait la même origine que celui que l'on trouve dans le nom de la Venoge. Le radical d'origine latine serait -obia, anciennement orthographiée aubia et même augia et ayant la racine AV faisant allusion à l'eau. Senoge signifie donc l'eau des pâturages.

## Géographie
La Senoge prend sa source au nord du Cottens à 580 m d'altitude, au lieu-dit La Tuilière. Elle est immédiatement canalisée et traverse ainsi la commune ainsi que l'ouest de Vullierens. Elle resurgit au sud dans un petit étang. Elle entre alors sur la commune d'Échichens où elle contourne le village de Colombier par l'ouest et le sud. Elle retourne sur la commune de Vullierens où elle reçoit la Broye de Vullierens. Elle forme alors la limite communale avec Aclens. Puis, elle continue son parcours en direction de l'est en formant cette fois-ci la limite entre les communes d'Aclens et de Gollion. Elle finit par entrer sur la commune de Vufflens-la-Ville où elle se jette dans la Venoge au bord de la ligne de chemin de fer du Pied-du-Jura,.

### Hydrologie
Au début du XXIe siècle, la qualité chimique des eaux de la Senoge est jugée « sensiblement moins bonne » par rapport à celle du Veyron. Selon le système de notation Système Modulaire Gradué, les mesures faites juste en amont de la Venoge, en 2010, relèvent une très faible pollution par les ammonium (NH4) et une faible contamination de nitrites (NO2). La contamination par les nitrates (NO3) et le carbone organique dissous (COD) est jugée moyenne et celle par l'orthophosphate (PO4) et les phosphates en général très importante. Il est aussi relevé la même année une quantité moyenne de 500 ng/l de micro-polluants, notamment des produits phytosanitaires.
Selon l'indice RIVAUD, la qualité biologique des eaux de la Senoge est jugée mauvaise de 1996 à 2010 à la hauteur de Vullierens. Juste en amont de la Venoge sa qualité est très mauvaise en 1996 mais bonne en 2010. Respectivement, l'indice IBCH donne une bonne qualité à Vullierens et une qualité moyenne en amont de la Venoge pour l'année 2010.
Une des raisons expliquant ce niveau de pollution important dans la rivière est constituée des rejets polluants de la station d'épuration des eaux de Vullierens. En 2007 des travaux de mise en conformité sont mis à l'enquête et l'autorisation est délivrée en juin 2008. Deux déversoirs polluants sont supprimés et au 31 juillet 2009 la contamination est stoppée.

## Faune
La présence de deux espèces de poissons est attestée dans la Senoge : la truite Fario ainsi que le vairon. En 2012, l'inspection de la pêche du canton de Vaud relève la capture de 31 truites farios et 20 vairons.
En 2008, la présence du castor est aussi observée sur la rivière.

## Héraldique
La Senoge jouant plusieurs fois le rôle de frontière communale, elle apparaît sur les armoiries de la commune vaudoise de Gollion qui se blasonnent ainsi : de sinople à trois fontaines fascées, ondées de sinople et d'argent, les trois fontaines représentent les trois rivières qui entourent la commune que sont la Venoge, l'Ouffemaz et au sud la Senoge.

Armoiries de la commune de Gollion.